# 圣经和合本根据拜占庭多数文本更新版
和合本根据拜占庭多数文本更新版为一本针对和合本（1919年上帝版）进行修订而成的中文圣经译本，由正教会中华诸圣会修订而成，于2013年完成新约全书的修订工作并在中国正教会网站刊出。该修订版秉承拜占庭多数文本原文修改，在保持和合本的风格的同时，尽量依照原文修订。圣经和合本根据拜占庭多数文本更新版严格来说并不能算作正教会中华诸圣会的正式官方译本，仅仅是在原和合本基础上进行依照拜占庭多数文本更新的一次实验性文本。

## 修订原则
修订中依据的原文版本：
- 新约：拜占庭多数文本
- 旧约：和合本